# Danh sách tiểu hành tinh: 32001–33000
| Tên                                                  | Tên đầu tiên                                         | Ngày phát hiện                                       | Nơi phát hiện                                        | Người phát hiện                                      |                                                      |                                                      |                                                      |                                                      |                                                      |                                                      |                                                      |                                                      |                                                      |                                                      |                                                      |                                                      |                                                      |                                                      |                                                      |                                                      |                                                      |                                                      |                                                      |                                                      |                                                      |                                                      |                                                      |                                                      |                                                      |                                                      |                                                      |                                                      |                                                      |                                                      |                                                      |                                                      |                                                      |                                                      |                                                      |                                                      |                                                      |                                                      |                                                      |                                                      |                                                      |                                                      |                                                      |                                                      |                                                      |
| 32001–32100 Danh sách các tiểu hành tinh/32001–32100 | 32001–32100 Danh sách các tiểu hành tinh/32001–32100 | 32001–32100 Danh sách các tiểu hành tinh/32001–32100 | 32001–32100 Danh sách các tiểu hành tinh/32001–32100 | 32001–32100 Danh sách các tiểu hành tinh/32001–32100 | 32101–32200 Danh sách các tiểu hành tinh/32101–32200 | 32101–32200 Danh sách các tiểu hành tinh/32101–32200 | 32101–32200 Danh sách các tiểu hành tinh/32101–32200 | 32101–32200 Danh sách các tiểu hành tinh/32101–32200 | 32101–32200 Danh sách các tiểu hành tinh/32101–32200 | 32201–32300 Danh sách các tiểu hành tinh/32201–32300 | 32201–32300 Danh sách các tiểu hành tinh/32201–32300 | 32201–32300 Danh sách các tiểu hành tinh/32201–32300 | 32201–32300 Danh sách các tiểu hành tinh/32201–32300 | 32201–32300 Danh sách các tiểu hành tinh/32201–32300 | 32301–32400 Danh sách các tiểu hành tinh/32301–32400 | 32301–32400 Danh sách các tiểu hành tinh/32301–32400 | 32301–32400 Danh sách các tiểu hành tinh/32301–32400 | 32301–32400 Danh sách các tiểu hành tinh/32301–32400 | 32301–32400 Danh sách các tiểu hành tinh/32301–32400 | 32401–32500 Danh sách các tiểu hành tinh/32401–32500 | 32401–32500 Danh sách các tiểu hành tinh/32401–32500 | 32401–32500 Danh sách các tiểu hành tinh/32401–32500 | 32401–32500 Danh sách các tiểu hành tinh/32401–32500 | 32401–32500 Danh sách các tiểu hành tinh/32401–32500 | 32501–32600 Danh sách các tiểu hành tinh/32501–32600 | 32501–32600 Danh sách các tiểu hành tinh/32501–32600 | 32501–32600 Danh sách các tiểu hành tinh/32501–32600 | 32501–32600 Danh sách các tiểu hành tinh/32501–32600 | 32501–32600 Danh sách các tiểu hành tinh/32501–32600 | 32601–32700 Danh sách các tiểu hành tinh/32601–32700 | 32601–32700 Danh sách các tiểu hành tinh/32601–32700 | 32601–32700 Danh sách các tiểu hành tinh/32601–32700 | 32601–32700 Danh sách các tiểu hành tinh/32601–32700 | 32601–32700 Danh sách các tiểu hành tinh/32601–32700 | 32701–32800 Danh sách các tiểu hành tinh/32701–32800 | 32701–32800 Danh sách các tiểu hành tinh/32701–32800 | 32701–32800 Danh sách các tiểu hành tinh/32701–32800 | 32701–32800 Danh sách các tiểu hành tinh/32701–32800 | 32701–32800 Danh sách các tiểu hành tinh/32701–32800 | 32801–32900 Danh sách các tiểu hành tinh/32801–32900 | 32801–32900 Danh sách các tiểu hành tinh/32801–32900 | 32801–32900 Danh sách các tiểu hành tinh/32801–32900 | 32801–32900 Danh sách các tiểu hành tinh/32801–32900 | 32801–32900 Danh sách các tiểu hành tinh/32801–32900 | 32901–33000 Danh sách các tiểu hành tinh/32901–33000 | 32901–33000 Danh sách các tiểu hành tinh/32901–33000 | 32901–33000 Danh sách các tiểu hành tinh/32901–33000 | 32901–33000 Danh sách các tiểu hành tinh/32901–33000 | 32901–33000 Danh sách các tiểu hành tinh/32901–33000 |
| ---------------------------------------------------- | ---------------------------------------------------- | ---------------------------------------------------- | ---------------------------------------------------- | ---------------------------------------------------- | ---------------------------------------------------- | ---------------------------------------------------- | ---------------------------------------------------- | ---------------------------------------------------- | ---------------------------------------------------- | ---------------------------------------------------- | ---------------------------------------------------- | ---------------------------------------------------- | ---------------------------------------------------- | ---------------------------------------------------- | ---------------------------------------------------- | ---------------------------------------------------- | ---------------------------------------------------- | ---------------------------------------------------- | ---------------------------------------------------- | ---------------------------------------------------- | ---------------------------------------------------- | ---------------------------------------------------- | ---------------------------------------------------- | ---------------------------------------------------- | ---------------------------------------------------- | ---------------------------------------------------- | ---------------------------------------------------- | ---------------------------------------------------- | ---------------------------------------------------- | ---------------------------------------------------- | ---------------------------------------------------- | ---------------------------------------------------- | ---------------------------------------------------- | ---------------------------------------------------- | ---------------------------------------------------- | ---------------------------------------------------- | ---------------------------------------------------- | ---------------------------------------------------- | ---------------------------------------------------- | ---------------------------------------------------- | ---------------------------------------------------- | ---------------------------------------------------- | ---------------------------------------------------- | ---------------------------------------------------- | ---------------------------------------------------- | ---------------------------------------------------- | ---------------------------------------------------- | ---------------------------------------------------- | ---------------------------------------------------- |